# 1983 en Norvège
Chronologie de la Norvège
- 1979
- 1980
- 1981
- 1982
- 1983
- 1984
- 1985
- 1986
- 1987

Cet article présente les faits marquants de l'année 1983 en Norvège ou relatifs à la Norvège.

## Gouvernance
- Olav V est roi de Norvège.
- Kåre Willoch est le chef du gouvernement.

## Événements
- 1er juin : Kaare Willoch qui dirige un gouvernement minoritaire entame des négociations avec les partis centriste et chrétien populaire [1].
- 7 juin :  nouveau gouvernement formé par Kaare Willoch dans lequel les conservateurs conservent de nombreux ministères. Kaare Kristiansen, du Parti chrétien populaire, obtient le ministère du Pétrole et de l'Énergie, et le centriste Johan Jakobsen, le ministère des Communications[1].

## Sport
- La 11e édition de la Coupe du monde de marche s'est déroulée les 24 et 25 septembre 1983 dans les rues de Bergen, en Norvège.
- La saison 1983 du Championnat de Norvège de football était la 21e édition de la première division norvégienne à poule unique, la Tippeligaen. Les 12 clubs jouent les uns contre les autres lors de rencontres disputées en matchs aller et retour.

## Culture
- Svarte fugler (« Oiseaux noirs ») est un film dramatique suédo-norvégien réalisé par Lasse Glomm (no), sorti en 1983.

## Naissances
- Naissance en Norvège en 1983

## Décès
- Décès en Norvège en 1983